# Consejo Nacional de Investigaciones Científicas y Técnicas (Argentina)
El Consejo Nacional de Investigaciones Científicas y Técnicas (CONICET) és una agència del govern argentí, dependent del Ministeri de Ciència, Tecnologia i Innovació, i el principal organisme dedicat a la promoció de la ciència i la tecnologia a l'Argentina, des del qual es dirigeix i coordina la major part de la investigació científica i tècnica realitzada a les universitats i instituts. El CONICET s'encarrega de promoure i realitzar investigacions en ciències naturals, mèdiques i socials, així com en enginyeria i tecnologia.
El 'Consejo Nacional de Investigaciones Científicas y Técnicas' es va establir com a tal el 5 de febrer de 1958 per decret del govern argentí. El seu primer director va ser el Premi Nobel Bernardo A. Houssay.
Governat per un consell independent del govern federal, finança la investigació científica de tres maneres bàsiques. En primer lloc, atorga subvencions per al treball col·lectiu a equips de recerca de científics reconeguts de totes les disciplines, incloses les ciències socials i les humanitats. En segon lloc, compta amb una nòmina d'uns 6.500 investigadors i 2.500 tècnics que treballen com a empleats en diferents categories, des d'investigador asistente fins a investigador principal. En tercer lloc, concedeix beques per a estudis de doctorat i postdoctorat a 8.500 joves investigadors d'Argentina i d'altres països.
El 2022, el CONICET va ser classificada com la millor institució de recerca governamental d'Amèrica Llatina pel rànquing d'institucions de Scimago, i la segona entre totes les institucions de recerca de la regió després de la Universitat de São Paulo. A nivell mundial, el CONICET ocupa la posició 141 entre les 8084 institucions de recerca més prestigioses del món (incloses universitats, institucions de recerca governamentals i privades, consells de recerca, etc.).